# 呂省
呂 省（りょ せい、? - 紀元前636年）は、中国春秋時代の晋の大夫。字は子金。『史記』及び『東周列国志』では呂省、『春秋左氏伝』では呂甥とされる。封地が「陰」、「呂」、「瑕」にあったことから、別名を呂飴甥、瑕呂飴甥、陰飴甥、瑕甥ともいう。

## 生涯
紀元前650年、呂省は、郤芮とともに晋の恵公を擁立した。
紀元前645年、韓原の戦いの後、恵公が秦の捕虜となると、呂省は秦に赴き、恵公を支持するよう秦の穆公に助言した。『春秋左氏伝』にいう「陰飴甥對秦伯」の故事である。その後、晋の恵公は釈放された。
紀元前636年、晋の公子である重耳（文公）が帰国して即位した。呂省と郤芮は、宮殿に火を放って文公を殺害しようと企てた。しかし、勃鞮に密告されたため、呂省と郤芮は、黄河を渡って秦に逃亡した。秦の穆公は、呂省と郤芮を誘い出して殺害した。